# Paul Azaïs
Paul Azaïs (6 de mayo de 1902 - 17 de noviembre de 1974) fue un actor teatral y cinematográfico de nacionalidad francesa.

## Biografía
Nacido en París, Francia, su nombre completo era Paul François Robert Azaïs. Comenzó su carrera artística como extra en el Teatro del Châtelet, obteniendo más adelante pequeños papeles en operetas y en espectáculos de music hall. Tras la llegada del cine sonoro, y gracias a su experiencia sobre las tablas, se le encomendó un personaje en el primer film sonoro francés, Les Trois Masques.
A partir de entonces, trabajó en más de 135 películas, actuando junto a estrellas como Annabella (Anne-Marie) o Edwige Feuillère (Sans lendemain). En los primeros años de la ocupación, en la cima de su popularidad, participó en algunos de los grandes éxitos cómicos de la época, trabajando con Rellys (Narcisse) y Fernandel (Ne le criez pas sur les toits, Adrien). 
En 1943, y tras sufrir un accidente de bicicleta que le produjo una fractura de cráneo, padeció graves problemas de memoria. Finalmente fue capaz de reemprender el camino a los estudios, aunque a partir de entonces hubo de limitarse a interpretar papeles de reparto.
Consciente de la precariedad del oficio al que había consagrado toda su vida, en mayo de 1957 fundó la asociación La Roue tourne, una entidad dirigida a los actores necesitados. 
Paul Azaïs falleció en París, Francia, en 1974. Fue enterrado en el antiguo cementerio de Asnières-sur-Seine.

## Filmografía
- 1929 : Les Trois Masques, de André Hugon
- 1930 : Le Défenseur, de Alexandre Ryder
- 1930 : Paris la nuit, de Henri Diamant-Berger
- 1931 : Faubourg Montmartre, de Raymond Bernard
- 1932 : Affaire classée, de Charles Vanel
- 1932 : Les Croix de bois, de Raymond Bernard
- 1932 : Le Chien jaune, de Jean Tarride
- 1932 : Fantômas, de Paul Fejos
- 1932 : Les Gaîtés de l'escadron, de Maurice Tourneur
- 1932 : L'Enfant du miracle, de Maurice Diamant-Berger
- 1932 : Maquillage, de Karl Anton
- 1932 : L'Ange gardien, de Jean Choux
- 1932 : La Rue sans nom, de Pierre Chenal
- 1932 : L'Agence O'Kay, de André E. Chotin
- 1932 : En plein dans la mille, de André E. Chotin
- 1932 : Plein gaz, de Nico Lek
- 1932 : Plein la vue, de Nico Lek y Edmond Carlus
- 1932 : Son plus bel exploit, de André E. Chotin
- 1933 : La Poule, de René Guissart
- 1933 : Les Bleus du ciel, de Henri Decoin
- 1933 : L'Agonie des aigles, de Roger Richebé
- 1933 : Cette vieille canaille, de Anatole Litvak
- 1933 : L'Étoile de Valencia, de Serge de Poligny
- 1934 : Les Misérables, de Raymond Bernard
- 1934 : Roi de Camargue, de Jacques de Baroncelli
- 1934 : Cessez le feu, de Jacques de Baroncelli
- 1934 : Pension Mimosas, de Jacques Feyder
- 1934 : Les Filles de la concierge, de Jacques Tourneur
- 1934 : Sidonie Panache, de Henry Wulschleger
- 1934 : Adémaï aviateur, de Jean Tarride
- 1934 : Une affaire garantie, de Emil-Edwin Reinert
- 1935 : Divine, de Max Ophüls
- 1935 : Amants et Voleurs, de Raymond Bernard
- 1935 : Haut comme trois pommes, de Ladislao Vajda
- 1935 : Coup de vent, de Jean Dréville
- 1935 : Le Bébé de l'escadron, de René Sti
- 1935 : Le Diable en bouteille, de Heinz Hilpert y Reinhardt Steinbicker
- 1935 : La Rosière des halles, de Jean de Limur
- 1935 : La Marmaille, de Dominique Bernard-Deschamps
- 1935 : Une bonne affaire, de Victor de Fast
- 1935 : Une demi-heure en correctionnelle, de Henri Diamant-Berger
- 1935 : Un drôle de numéro, de Léo Mora
- 1935 : Méfiez-vous des amis, de Michel Einert
- 1935 : Soirée de gala, de Victor de Fast
- 1936 : Anne-Marie, de Raymond Bernard
- 1936 : Jeunes filles de Paris, de Claude Vermorel
- 1936 : Moutonnet, de René Sti
- 1936 : Gigolette, de Yvan Noé
- 1936 : Les Petites Alliées, de Jean Dréville
- 1936 : Au son des guitares, de Pierre-Jean Ducis
- 1936 : Un de la légion, de Christian-Jaque
- 1936 : Nitchevo, de Jacques de Baroncelli
- 1936 : Trois dans un moulin, de Pierre Weill
- 1937 : Franco de port, de Dimitri Kirsanoff
- 1937 : La Femme du bout du monde, de Jean Epstein
- 1937 : Passeurs d'hommes, de René Jayet
- 1938 : Tempête sur l'Asie, de Richard Oswald
- 1938 : Trois artilleurs en vadrouille, de René Pujol
- 1938 : S.O.S. Sahara, de Jacques de Baroncelli
- 1938 : Frères corses, de Géo Kelber
- 1938 : Les Rois de la flotte, de René Pujol
- 1938 : Trois artilleurs à l'opéra, de André Chotin
- 1939 : Deuxième bureau contre Kommandantur, de René Jayet y Robert Bibal
- 1939 : Narcisse, de Ayres d'Aguiar
- 1939 : Campement 13, de Jacques Constant
- 1939 : Sans lendemain, de Max Ophüls
- 1940 : Frères d'Afrique, de Aimé Navarra
- 1940 : Le Collier de chanvre, de Léon Mathot
- 1941 : Patrouille blanche, de Christian Chamborant
- 1941 : À la belle frégate, de Albert Valentin
- 1941 : Forte tête, de Léon Mathot
- 1941 : Ne le criez pas sur les toits, de Jacques Daniel-Norman
- 1943 : Mon amour est près de toi, de Richard Pottier
- 1943 : Adrien, de Fernandel
- 1944 : Bifur 3, de Maurice Cam
- 1946 : Destins, de Richard Pottier
- 1946 : Cœur de coq, de Maurice Cloche
- 1946 : Quartier chinois, de René Sti
- 1947 : Mandrin, de René Jayet
- 1947 : Si jeunesse savait, de André Cerf
- 1948 : Rapide de nuit, de Marcel Blistène
- 1948 : Marlène, de Pierre de Hérain
- 1948 : Soirée existentialiste
- 1949 : Au grand balcon, de Henri Decoin
- 1949 : Fantômas contre Fantômas, de Robert Vernay
- 1949 : L'Invité du mardi, de Jacques Deval
- 1949 : Je n'aime que toi, de Pierre Montazel
- 1949 : Au p'tit zouave, de Gilles Grangier
- 1949 : Amédée, de Gilles Grangier
- 1949 : Drame au Vél'd'Hiv', de Maurice Cam
- 1949 : Retour à la vie, de Jean Dréville, sketch Le Retour de René
- 1950 : Les Aventuriers de l'air, de René Jayet
- 1950 : Le Roi du bla bla bla, de Maurice Labro
- 1950 : Maria du bout du monde, de Jean Stelli
- 1950 : Les Petites Cardinal, de Gilles Grangier
- 1951 : Duel à Dakar, de Claude Orval y Georges Combret
- 1951 : Le Costaud des Batignolles, de Guy Lacourt
- 1951 : La nuit est mon royaume, de Georges Lacombe
- 1951 : Monsieur Octave, de Maurice Boutel
- 1951 : Le Plaisir, de Max Ophüls, sketch Le Masque
- 1951 : Ce coquin d'Anatole, de Émile Couzinet
- 1951 : Casque d'or, de Jacques Becker
- 1952 : Monsieur Taxi, de André Hunebelle
- 1952 : Quitte ou double, de Robert Vernay
- 1952 : Madame de..., de Max Ophüls
- 1952 : Les Amours finissent à l'aube, de Henri Calef
- 1952 : Los siete pecados capitales, de Jean Dréville, sketch La Paresse
- 1953 : La Môme vert-de-gris, de Bernard Borderie
- 1953 : Gamin de Paris, de Georges Jaffé
- 1953 : Si Versailles m'était conté..., de Sacha Guitry
- 1953 : Minuit Champs-Elysées, de Roger Blanc
- 1953 : Les Amoureux de Marianne, de Jean Stelli
- 1953 : Les Enfants de l'amour, de Léonide Moguy
- 1953 : Les Révoltés de Lomanach, de Richard Pottier
- 1954 : Le Comte de Monte-Cristo, de Robert Vernay
- 1954 : La Rage au corps, de Ralph Habib
- 1954 : Sur le Banc, de Robert Vernay
- 1954 : Opération Tonnerre, de Gérard Sandoz
- 1954 : Tourments, de Jacques Daniel-Norman
- 1954 : Les femmes s'en balancent, de Bernard Borderie
- 1954 : Les Intrigantes, de Henri Decoin
- 1954 : Série noire, de Pierre Foucaud
- 1954 : Rendez-vous à Paris, de Bernard Borderie
- 1955 : Razzia sur la chnouf, de Henri Decoin
- 1955 : L'Impossible Monsieur Pipelet, de André Hunebelle
- 1956 : Je suis un sentimental
- 1956 : Alerte aux Canaries, de André Roy
- 1956 : Les carottes sont cuites, de Robert Vernay
- 1956 : Le Sang à la tête, de Gilles Grangier
- 1956 : Le Long des trottoirs, de Léonide Moguy
- 1956 : Bonjour toubib, de Louis Cuny
- 1956 : Les Indiscrètes, de Raoul André
- 1957 : Miss Pigalle, de Maurice Cam
- 1957 : Sénéchal le magnifique, de Jean Boyer
- 1961 : Tendre et Violente Élisabeth, de Henri Decoin

## Teatro
- 1930 : Langrevin père et fils, de Tristan Bernard, escenografía de Jacques Baumer, Théâtre des Nouveautés

## Recompensas
- Caballero de la Orden Internacional del Bien Público
- Gran Premio Humanitario de Francia
- Medalla de Oro del Mérito Nacional